# Fawzi al Ma'luf
Fawzi al-Ma'luf (en arabe : فوزي المعلوف), né à Zahlé le 21 mai 1899 et mort à Rio de Janeiro le 14 novembre 1930, est un poète d'origine libanaise naturalisé brésilien.

## Biographie
Né à Zahlé au Liban (capitale du gouvernorat de la Bekaa, à l'est de Beyrouth), Fawzī al-Maʿlūf — dont le nom peut être diversement transcrit, par exemple Fawzi (al) Maluf ou Fauzi Maalouf — est un descendant de la famille arabe chrétienne des Ma'luf installée à Zahlé au Liban, qui revendiquent une descendance des Ghassanides.
Fawzi al-Ma'luf est d'ailleurs lui-même le fils d'un homme de lettres et historien, Issa Iskandar Maalouf, membre de nombreuses académies arabes et auteur de nombreux ouvrages,,, et de Afifé Ibrahim Maalouf. Fawzi fait ses études à Zahlé puis chez les frères maristes à Beyrouth. Il écrit son premier poème "Les misères de la vie" à 14 ans et sa première pièce de théâtre "La colombe dans la cage" à 16 ans - pièce qui connaitra le succès, non seulement au Liban mais plus tard aussi au Brésil. La Première guerre mondiale et la famine qu'elle cause au Liban le force à arrêter ses études. Fawzi est employé par la Commission du Blé en 1916, puis en 1919, il obtient un emploi à Damas. Ceci le conduit à voyager régulièrement entre Damas et Beyrouth pour raisons commerciales, mais il contribue aussi régulièrement des articles dans des journaux libanais, syriens ou égyptiens jusqu'à son émigration au Brésil le 17 septembre 1921. Il y rejoint un oncle et son frère Chafic qui l'y ont précédé et se fixe finalement à Rio. Au Brésil, il subvient à ses besoins par son travail dans l'industrie et devient responsable d'une usine de fabrication de soie artificielle. A l'époque, d'autres familles syro-libanaises chrétiennes ont déjà émigré, se sont fixées au Brésil et ont fait fortune dans le textile (voir par exemple le succès industriel dans le coton de la famille Jafet (pt) - le pionnier Chedid Nami Jafet ou Yafit en est le membre le plus célèbre). Mais pour Fawzi al-Ma'aluf, plus que la réussite économique, le Brésil représente avant tout sa plus grande période créatrice sur le plan littéraire : il écrit des articles, des poèmes et des romans. Il décède à Rio en 1930 lors d'une opération chirurgicale,.

## Production littéraire
Aidé de son frère Chafic,,, Fawzi al-Ma'luf fonde en 1921 le premier cercle littéraire arabe en Amérique du Sud : La "ligue andalouse" (al Usba al Andalusia). Il représente l'école syro-américaine au Brésil (école Mahjar dite "du Sud" pour la distinguer de l'école Mahjar des écrivains syro-libanais émigrés en amérique du nord). Les premiers de ses textes écrits au Brésil sont de style romantique et symbolique.
En 1926, Fawzi écrit un long poème épique, Emporté par les vents (ou "Sur le tapis du vent", Ala bisat ar-rih). Ce poème en 14 parties, inspiré par un voyage en avion au départ de Rio alors qu'il survole la forêt, les montagnes et la mer, développe des thèmes philosophiques comme Dieu, la vie, l’humain, le destin et la mort. Témoin de son succès, ce long poème a été traduit en de nombreuses langues comme le portugais, l'espagnol, l'allemand, le français, le russe, l'anglais, le roumain ou le persan et est étudié et analysé de par le monde,.
Pour la littérature en prose, Ibn Hamid aw sukut Gharnata, de style romantique, est consacré à la chute du royaume de Grenade. Louis Massignon écrit à propos de Fawzi al-Ma'luf (Ecrits mémorables, 2009, p. 663) : "des innovations métriques surgies dans l'école arabe dite andalouse de Sao Paulo (Brésil: Fawzi Ma'luf) relient le surréalisme au zajal médieval".